# Kajiado
Kajiado – miasto w Kenii, stolica hrabstwa Kajiado. W 2019 liczyło 24,7 tys. mieszkańców. 